# Kaio Jorge
Kaio Jorge Pinto Ramos, noto semplicemente come Kaio Jorge (AFI: [ˈkaju ˈʒoɾʒɨ]; Olinda, 24 gennaio 2002), è un calciatore brasiliano, attaccante del Cruzeiro.

## Biografia
Figlio d'arte, il padre Jorge Ramos è un allenatore ed ex giocatore di calcio. Il 29 giugno 2024 diventa padre di Athena, avuta dalla compagna Bruna Gomes.

## Caratteristiche tecniche
Attaccante di movimento, può essere impiegato su tutto il fronte offensivo. Agile ed elegante nelle movenze, è dotato di un tiro molto preciso e di una buona visione di gioco.

## Carriera

### Club

#### Santos
Cresciuto nel settore giovanile del Santos, il 30 settembre 2018 debutta come professionista durante l'incontro di Série A perso 2-1 contro l'Athl. Paranaense: tale presenza lo ha reso il più giovane esordiente nella storia del club. Nel 2019 disputa altre tre partite, sempre nel campionato brasiliano.
L'anno successivo viene inserito stabilmente in prima squadra. Il 3 marzo 2020 realizza la prima rete in carriera contro il Defensa y Justicia, in Coppa Libertadores, mentre la prima marcatura in Série A arriva il 30 ottobre seguente, contro il Coritiba. Il 30 gennaio 2021 gioca, da titolare, la finale di Coppa Libertadores persa 1-0 contro il Palmeiras, concludendo poi la stagione con 9 reti in 48 presenze totali.
Nel corso del 2021 ottiene la titolarità, realizzando il 7 maggio la sua prima doppietta in carriera contro il Palmeiras, nel campionato Paulista. Il 16 luglio sigla l'1-0 che decide la partita di andata degli ottavi di finale di Coppa Sudamericana, giocata contro gli argentini dell'Independiente; si ripete nella gara di ritorno, aprendo le marcature nell'1-1 finale.

#### Juventus e Frosinone
Il 2 agosto 2021 la Juventus e il Santos trovano l'accordo per il trasferimento in Europa di Kaio Jorge, formalizzato poi il 17 dello stesso mese. Fa il suo esordio in maglia bianconera il successivo 2 ottobre, in occasione della stracittadina di campionato vinta per 0-1 sul campo del Torino, subentrando nei minuti finali a Federico Chiesa.
Nel frattempo, viene occasionalmente aggregato alla Juventus U23, militante nel campionato di Serie C, con cui esordisce il 20 dello stesso mese nel pareggio 2-2 sul terreno dell'AlbinoLeffe, trovando nella circostanza anche la sua prima rete in maglia juventina; tuttavia, proprio durante una gara della seconda squadra bianconera, il 23 febbraio 2022 riporta un grave infortunio al tendine rotuleo del ginocchio destro che gli fa chiudere anzitempo l'annata.
Il 29 agosto 2023 passa in prestito al Frosinone, neopromosso in Serie A, con cui esordisce il successivo 22 ottobre, subentrando a Anthony Oyono nei minuti finali della trasferta sul campo del Bologna. Segna la sua prima rete nel campionato italiano il 16 dicembre, su calcio di rigore, nella sconfitta esterna per 2-1 contro il Lecce: con altri due gol nel resto del torneo, contribuisce marginalmente alla causa della squadra giallazzurra, che a fine stagione retrocede in Serie B.

#### Cruzeiro
Il 5 giugno 2024, la Juventus e il Cruzeiro raggiungono un accordo per il ritorno di Kaio Jorge in Brasile: il trasferimento viene ufficializzato sei giorni dopo, col giocatore ceduto a titolo definitivo per 7,2 milioni di euro. Fa il suo debutto stagionale in Série A il 21 luglio seguente, subentrando alla ripresa nella sconfitta esterna per 2-0 contro il Palmeiras. Il 1º settembre 2024 segna invece la sua prima rete in maglia azul, nella gara casalinga di campionato contro l'Atl. Goianiense.

### Nazionale
Il 14 ottobre 2018 ha debuttato con la Brasile U-17 nell'amichevole persa 3-2 contro i pari età statunitensi, segnando anche la sua prima rete. Nel 2019 contribuisce con 5 gol alla conquista del mondiale U-17, tra cui quello nella finale vinta per 2-1 contro il Messico.

## Statistiche

### Presenze e reti nei club
Statistiche aggiornate al 22 luglio 2025.
| Stagione        | Squadra         | Campionato      | Campionato | Campionato | Coppe nazionali | Coppe nazionali | Coppe nazionali | Coppe continentali | Coppe continentali | Coppe continentali | Altre coppe | Altre coppe | Altre coppe | Totale | Totale | Totale |
| Stagione        | Squadra         | Comp            | Pres       | Reti       | Comp            | Pres            | Reti            | Comp               | Pres               | Reti               | Comp        | Pres        | Reti        | Pres   | Reti   |        |
| --------------- | --------------- | --------------- | ---------- | ---------- | --------------- | --------------- | --------------- | ------------------ | ------------------ | ------------------ | ----------- | ----------- | ----------- | ------ | ------ | ------ |
| 2018            | Santos          | A1/SP+A         | 0+1        | 0          | CB              | 0               | 0               |                    | -                  | -                  |             | -           | -           | 1      | 0      |        |
| 2019            | Santos          | A1/SP+A         | 4+3        | 0          | CB              | 0               | 0               | CL                 | 0                  | 0                  |             | -           | -           | 7      | 0      |        |
| 2020            | Santos          | A1/SP+A         | 7+28       | 0+4        | CB              | 1               | 0               | CL                 | 12                 | 5                  |             | -           | -           | 48     | 9      |        |
| 2021            | Santos          | A1/SP+A         | 7+10       | 3+1        | CB              | 2               | 1               | CL+CS              | 7+2                | 1+2                |             | -           | -           | 28     | 8      |        |
| Totale Santos   | Totale Santos   | Totale Santos   | 60         | 8          |                 | 3               | 1               |                    | 21                 | 8                  |             | -           | -           | 84     | 17     |        |
| 2021-2022       | Juventus U23    | C               | 2          | 1          | CI-C            | 0               | 0               | -                  | -                  | -                  | -           | -           | -           | 2      | 1      |        |
| 2021-2022       | Juventus        | A               | 9          | 0          | CI              | 2               | 0               | UCL                | -                  | -                  | SI          | 0           | 0           | 11     | 0      |        |
| 2022-2023       | Juventus        | A               | 0          | 0          | CI              | 0               | 0               | UCL                | 0                  | 0                  | -           | -           | -           | 0      | 0      |        |
| Totale Juventus | Totale Juventus | Totale Juventus | 9          | 0          |                 | 2               | 0               |                    | 0                  | 0                  |             | 0           | 0           | 11     | 0      |        |
| 2023-2024       | Frosinone       | A               | 20         | 3          | CI              | 2               | 0               | -                  | -                  | -                  | -           | -           | -           | 22     | 3      |        |
| 2024            | Cruzeiro        | MII+A           | 0+16       | 0+2        | CB              | -               | -               | CS                 | 7                  | 5                  | -           | -           | -           | 23     | 7      |        |
| 2025            | Cruzeiro        | MII+A           | 2+14       | 0+12       | CB              | 2               | 2               | CS                 | 3                  | -                  | -           | -           | -           | 21     | 14     |        |
| Totale Cruzeiro | Totale Cruzeiro | Totale Cruzeiro | 2+30       | 0+14       |                 | 2               | 2               |                    | 10                 | 5                  |             | 0           | 0           | 44     | 21     |        |
| Totale carriera | Totale carriera | Totale carriera | 123        | 26         |                 | 9               | 3               |                    | 31                 | 13                 |             | -           | -           | 163    | 42     |        |

### Cronologia presenze e reti in nazionale
| Cronologia completa delle presenze e delle reti in nazionale ― Brasile under 17 | Cronologia completa delle presenze e delle reti in nazionale ― Brasile under 17 | Cronologia completa delle presenze e delle reti in nazionale ― Brasile under 17 | Cronologia completa delle presenze e delle reti in nazionale ― Brasile under 17 | Cronologia completa delle presenze e delle reti in nazionale ― Brasile under 17 | Cronologia completa delle presenze e delle reti in nazionale ― Brasile under 17 | Cronologia completa delle presenze e delle reti in nazionale ― Brasile under 17 | Cronologia completa delle presenze e delle reti in nazionale ― Brasile under 17 |
| Data                                                                            | Città                                                                           | In casa                                                                         | Risultato                                                                       | Ospiti                                                                          | Competizione                                                                    | Reti                                                                            | Note                                                                            |
| ------------------------------------------------------------------------------- | ------------------------------------------------------------------------------- | ------------------------------------------------------------------------------- | ------------------------------------------------------------------------------- | ------------------------------------------------------------------------------- | ------------------------------------------------------------------------------- | ------------------------------------------------------------------------------- | ------------------------------------------------------------------------------- |
| 14-10-2018                                                                      | Nantwich                                                                        | Stati Uniti under 17                                                            | 3 – 2                                                                           | Brasile under 17                                                                | Amichevole                                                                      | 1                                                                               |                                                                                 |
| 16-10-2018                                                                      | Kidderminster                                                                   | Inghilterra under 17                                                            | 3 – 1                                                                           | Brasile under 17                                                                | Amichevole                                                                      | -                                                                               | 81’                                                                             |
| 8-9-2019                                                                        | Hednesford                                                                      | Inghilterra under 17                                                            | 1 – 1                                                                           | Brasile under 17                                                                | Amichevole                                                                      | -                                                                               |                                                                                 |
| 26-10-2019                                                                      | Gama                                                                            | Brasile under 17                                                                | 4 – 1                                                                           | Canada under 17                                                                 | Mondiali Under-17 2019 - 1ª fase                                                | -                                                                               | 61’                                                                             |
| 29-10-2019                                                                      | Gama                                                                            | Brasile under 17                                                                | 3 – 0                                                                           | Nuova Zelanda under 17                                                          | Mondiali Under-17 2019 - 1ª fase                                                | 1                                                                               | 61’                                                                             |
| 1-11-2019                                                                       | Goiânia                                                                         | Angola under 17                                                                 | 0 – 2                                                                           | Brasile under 17                                                                | Mondiali Under-17 2019 - 1ª fase                                                | -                                                                               |                                                                                 |
| 6-11-2019                                                                       | Gama                                                                            | Brasile under 17                                                                | 3 – 2                                                                           | Cile under 17                                                                   | Mondiali Under-17 2019 - Ottavi di finale                                       | 2                                                                               | 77’                                                                             |
| 11-11-2019                                                                      | Goiânia                                                                         | Italia under 17                                                                 | 0 – 2                                                                           | Brasile under 17                                                                | Mondiali Under-17 2019 - Quarti di finale                                       | -                                                                               |                                                                                 |
| 14-11-2019                                                                      | Gama                                                                            | Francia under 17                                                                | 2 – 3                                                                           | Brasile under 17                                                                | Mondiali Under-17 2019 - Semifinale                                             | 1                                                                               |                                                                                 |
| 17-11-2019                                                                      | Gama                                                                            | Messico under 17                                                                | 1 – 2                                                                           | Brasile under 17                                                                | Mondiali Under-17 2019 - Finale                                                 | 1                                                                               |                                                                                 |
| Totale                                                                          |                                                                                 | Presenze                                                                        | 10                                                                              |                                                                                 | Reti                                                                            | 6                                                                               |                                                                                 |

## Palmarès

### Nazionale
- Campionato mondiale Under-17: 1

Brasile 2019